# 凯伦·桑德勒
凯伦·桑德勒（Karen Sandler，又译卡伦·桑迪拿） 目前是软件自由管理局的执行董事。

## 生平
曾任GNOME基金会执行董事和律师，以及软件自由法律中心的总法律顾问。